# Хохловка (Хиславичский район)
Хохловка — деревня в Хиславичском районе Смоленской области России. Входит в состав Череповского сельского поселения. Население — 6 жителей (2007 год). 
Расположена в юго-западной части области в 17 км к северо-востоку от Хиславичей, в 9 км западнее автодороги А141 Орёл — Витебск, на берегу реки Духовая. В 11 км восточнее деревни расположена железнодорожная станция Васьково на линии Смоленск — Рославль.

## История
Деревня Хахловка обозначена на Плане генерального межевания Смоленской губернии от 1780-1790 годов.
Согласно Списку населённых мест Смоленской губернии 1859 года в деревне Хохловке Рославльского уезда 13 дворов и 140 жителей обоего пола .
По карте РККА 1924,1926 уже 102 двора.
В годы Великой Отечественной войны деревня была оккупирована гитлеровскими войсками в июле 1941 года, освобождена в сентябре 1943 года.